# Brebu (Caraș-Severin)

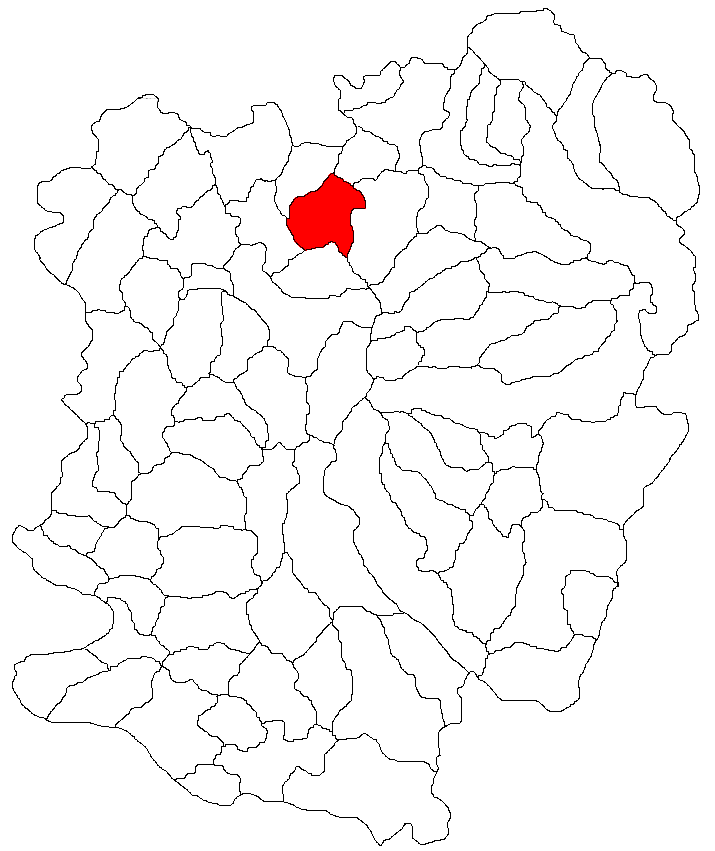
Lage der Gemeinde Brebu im Kreis Caraș-Severin

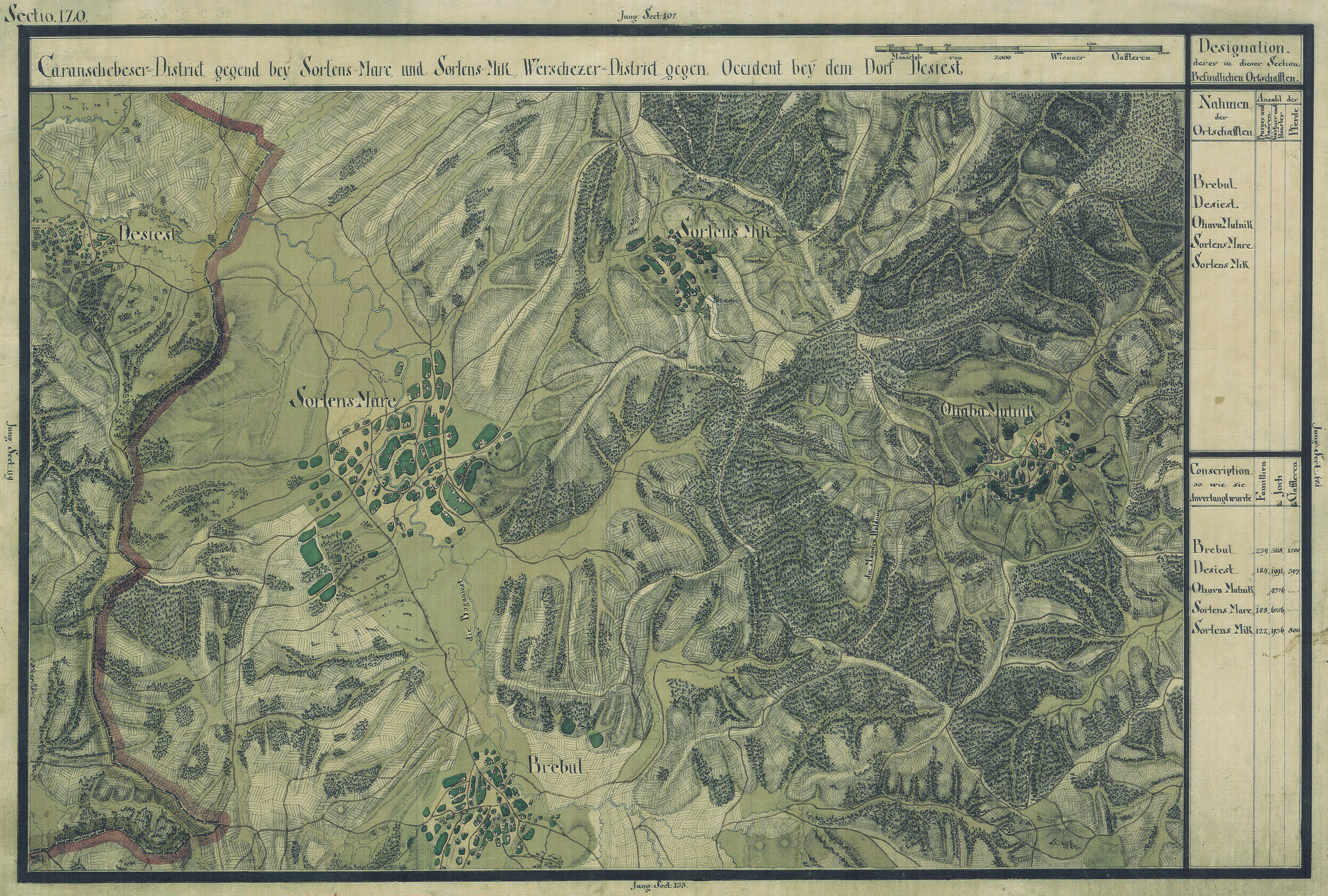
Brebu auf der Josephinischen Landaufnahme

Brebu (deutsch Prebul, ungarisch Perlő) ist eine Gemeinde im Kreis Caraș-Severin, in der Region Banat, im Südwesten Rumäniens. Zu der Gemeinde Brebu gehören auch die Dörfer Apadia und Valeadeni.

## Geografische Lage
Brebu liegt im Norden des Kreises Caraș-Severin, an der Nationalstraße DN58 und an der Bahnstrecke Reșița-Caransebeș.

## Nachbarorte
| Zorlențu Mare | Zorlencior                                  | Ohaba Mâtnic |
| Ezeriș        | Kompassrose, die auf Nachbargemeinden zeigt | Cornuțel     |
| Soceni        | Târnova                                     | Valeadeni    |

## Geschichte
Vor- und Frühgeschichtliche Funde auf dem Gemeindegebiet von Brebu weisen bis in die Eisenzeit zurück. So sind ein hallstattzeitlicher Begräbnisplatz an der Straße nach Caransebeș und dakische Siedlungsspuren des La-Tène vom Kamm des Cerăgău-Hügels bekannt. In der Zeit der römischen Okkupation schließlich, befand sich auf dem Gebiet der Gemeinde das kleine Kastell Cornuțel, das möglicherweise mit dem antiken Caput Bubali identisch war.
Eine erste urkundliche Erwähnung stammt aus dem Jahr 1577. Im Laufe der Jahrhunderte traten verschiedene Schreibweisen des Ortsnamens in Erscheinung: 1577 Brebul, 1585 Prebul, 1808 Prebul, 1913 Perlő, 1919 Brebul, Prebul, Brebu.
Auf der Karte der Josephinischen Landaufnahme von 1717 ist Prebul mit 80 Häusern eingetragen und gehört zum Distrikt Caransebeș. Nach dem Frieden von Passarowitz (1718) war die Ortschaft Teil der Habsburger Krondomäne Temescher Banat.
Infolge des Österreichisch-Ungarischen Ausgleichs (1867) wurde das Banat dem Königreich Ungarn innerhalb der Doppelmonarchie Österreich-Ungarn angegliedert. Die amtliche Ortsbezeichnung war Perlő.
Der Vertrag von Trianon am 4. Juni 1920 hatte die Dreiteilung des Banats zur Folge, wodurch Brebu an das Königreich Rumänien fiel.

## Bevölkerungsentwicklung
| 1880 | 2840 | 2750 | -  | 69 | 21          |
| 1910 | 3338 | 3138 | 10 | 88 | 102         |
| 1930 | 3166 | 2997 | 7  | 51 | 111         |
| 1977 | 2449 | 2346 | 2  | 32 | 69          |
| 2002 | 1340 | 1310 | 3  | 9  | 18          |
| 2021 | 999  | 911  | -  | 3  | 85 (8 Roma) |